# Pedro Paulo Montenegro
Pedro Paulo de Sousa Montenegro (Quixadá, 09 de janeiro de 1928 - Fortaleza, 09 de junho de 2019) foi um advogado, professor, jornalista e escritor brasileiro, membro da Academia Cearense de Letras.

## Biografia
Filho de Plutarco de Moura Montenegro e Maria Stella de Sousa Montenegro. Fez seus estudos iniciais em Fortaleza, no Grupo Escolar Clóvis Beviláqua, e no Colégio Castelo Branco, seguindo para o Rio de Janeiro (Seminário São Vicente, de Petrópolis; bacharel em Letras Neolatinas pela PUC - Rio de Janeiro (1953). Voltando ao Ceará, formou-se em Direito pela Universidade Federal do Ceará em 1955, e seguiu para a Espanha, onde fez curso de Mestrado de Literatura da Universidade de Madri, onde foi discípulo de Damaso Alonso.  
Funcionário graduado do Tribunal de Contas da União. Professor catedrático da Escola de Formação de Oficiais da Policia Militar do Ceará. Professor de Estudo de Problemas Brasileiros do CPOR de Fortaleza. Professor de Língua e Literatura Espanhola na Faculdade Católica de Filosofia do Ceará. Na UFC foi coordenador dos cursos de pós-graduação da Faculdade de Letras, membro do Conselho Universitário, membro do Conselho de Ensino e Pesquisa e Pró-Reitor de Extensão, além de professor titular de Teoria de Literatura. Também ensinou no Colégio Militar de Fortaleza. Professor visitante da Universidade de Colônia (Alemanha) e da Universidade do Tennessee (EEUU). residente do Fórum Universitário de Educação, Ciência e Cultura. 
Autor de numerosos estudos publicados em revistas de cultura e obras coletivas, traduziu ainda, da obra de Megalón Barceló o ensaio A Literatura Espanhola no Século de Ouro (1971).

## Distinções
- Membro da Associação Cearense de Imprensa,
- Membro do Instituto Brasileiro de Filosofia,
- Membro da Academia Cearense de Letras (cadeira n° 24, patrono: Lívio Barreto).

## Obra
Publicou: 
- La Dinamica en los Pronombres Personales em Espaílol, (1959),
- Convivências, (1966),
- A Teoria Literária na Obra Crítica de Araripe Júnior, (1974),

## Homenagens
- Portador da Medalha Marechal Trompowski, por serviços relevantes prestados ao magistério do Exército Brasileiro.